# زایش ونوس (ژروم)
زایش ونوس یا طلوع ونوس (ستاره) (به فرانسوی: La Naissance de Vénus; Vénus — l'étoile) یکی از آثار خلق‌شده توسط نقاش سده نوزدهمی، ژان-لئون ژروم، است. در این نقاشی زایش ونوس از دریا به‌تصویر کشیده شده‌است.
این اثر در حراجی در سال ۱۹۹۱ میلادی فروخته‌شد و هم‌اکنون در مالکیت خصوصی قراردارد.